# Todtglüsinger Bach
Der Todtglüsinger Bach ist ein 3,7 km langer Bach in der Gemeinde Tostedt im Landkreis Harburg in Niedersachsen, der von links und Südwesten in die Este mündet.

## Verlauf
Der Todtglüsinger Bach entspringt in einem Wiesengebiet östlich von Tostedt gegen Todtglüsingen zu. Er durchfließt ein Regenrückhaltebecken an der Niedersachsenstraße vor dem Ortseintritt nach Todtglüsingen, ist dann auf einigen hundert Metern in betonierten Gerinnen kanalisiert und durchläuft Todtglüsingen. Nach der Unterquerung der K 57 speist er einige Weiher, dann fließt er noch dicht am Weichbild des Ortes durch Wald und Wiesen und bleibt hier weiterhin erkennbar begradigt. Auf Höhe der letzten Häuser durchläuft er einige Fischteiche, danach auf dem letzten Drittel seines Laufes eine unbesiedelte Wald- und Wiesenlandschaft. Er mündet gegenüber der Kläranlage Tostedt von links und Südwesten in die Este.

## Zustand
Der Todtglüsinger Bach ist im Oberlauf stark verschmutzt (Güteklasse III) und im Unterlauf kritisch belastet (Güteklasse II-III).

## Befahrungsregeln
Wegen intensiver Nutzung der Este durch Freizeitsport und Kanuverleiher erließ der Landkreis Harburg 2002 eine Verordnung unter anderem für die Este, ihre Nebengewässer und der zugehörigen Uferbereiche, die den Lebensraum von Pflanzen und Tieren schützen soll. Seitdem ist das Befahren und Betreten des Todtglüsinger Bachs ganzjährig verboten.